# 17106 Tidball
17106 Tidball este o planetă minoră (asteroid), cu un diametru de 12,808 km, din centura de asteroizi. A fost descoperită pe 10 mai 1999 la Experimental Test Site⁠(d) de Lincoln Near-Earth Asteroid Research. 
Obiectul prezintă o orbită caracterizată de o semiaxă mare de 2,7883308 UAi, o excentricitate de 0,0909855, o înclinație de 3,80708 ° în raport cu ecliptica.